# Bording Sogn
Bording Sogn er et sogn i Ikast-Brande Provsti (Viborg Stift).
I 1800-tallet var Bording Sogn et selvstændigt pastorat. Den nordlige del af sognet med landsbyerne Agerskov og Munklinde blev i 1898
udskilt til Ilskov kirkedistrikt i Sunds Sogn. Begge sogne hørte til Hammerum Herred i Ringkøbing Amt. Bording sognekommune blev ved kommunalreformen i 1970 indlemmet i Ikast-Brande Kommune.
I Bording Sogn ligger Bording Kirke, der blev opført i 1897. Allerede i 1894 blev Christianshede Kirke indviet som filialkirke til Bording Kirke. Christianshede blev et kirkedistrikt i Bording Sogn. I 2010 blev Christianshede kirkedistrikt udskilt fra Bording Sogn som det selvstændige Christianshede Sogn.
Tidligere hørte hele Bording Sogn og størstedelen af det senere Ilskov Sogn til Ginding Herred, men sognene blev 6. januar 1832 afstået til Hammerum Herred. 
I sognet findes følgende autoriserede stednavne:
- Bodholt (bebyggelse, ejerlav)
- Bording (bebyggelse, ejerlav)
- Bording Kirkeby (bebyggelse)
- Bording Å (vandareal)
- Brunbjerg (areal, bebyggelse, ejerlav)
- Christianshede (bebyggelse, ejerlav)
- Guldforhoved (bebyggelse, ejerlav)
- Haraldslund Plantage (areal)
- Hestlund (bebyggelse, ejerlav)
- Moselund (bebyggelse, ejerlav)
- Møllemark (bebyggelse)
- Neder Guldforhoved (bebyggelse)
- Nedergård (bebyggelse)
- Nørlund (bebyggelse)
- Overgård (bebyggelse)
- Præstegårds Plantage (areal)
- Ravnholt (bebyggelse, ejerlav)
- Ravnholt Sø (vandareal)
- Ravnholtlund (bebyggelse)
- Ruskær (bebyggelse, ejerlav)
- Rønkilde (bebyggelse, ejerlav)
- Sigkær (areal)
- Stakkelsbjerg (areal)
- Stubkær (bebyggelse, ejerlav)
- Søbjerg (areal, bebyggelse, ejerlav)
- Søbjerg Sø (vandareal)
- Tulstrup Enge (areal)
- Ulkær Mose (areal)